# Honami Kōetsu
En aquest nom japonès, el cognom és Honami.
Honami Kōetsu (en japonès:本阿弥光悦) (1558-1637) va ser un artesà, terrissaire, vernissador, cal·lígraf i pintor del Shogunat Tokugawa. S'ha considerat que la seva obra va inspirar la fundació de l'escola Rinpa de pintura japonesa. Al llarg de la seva vida va treballar al costat del pintor Tawaraya Sōtatsu, el qual es diu que va il·lustrar moltes de les cal·ligrafies de Kōetsu, especialment amb l'ús de làmines d'or.

## Biografia

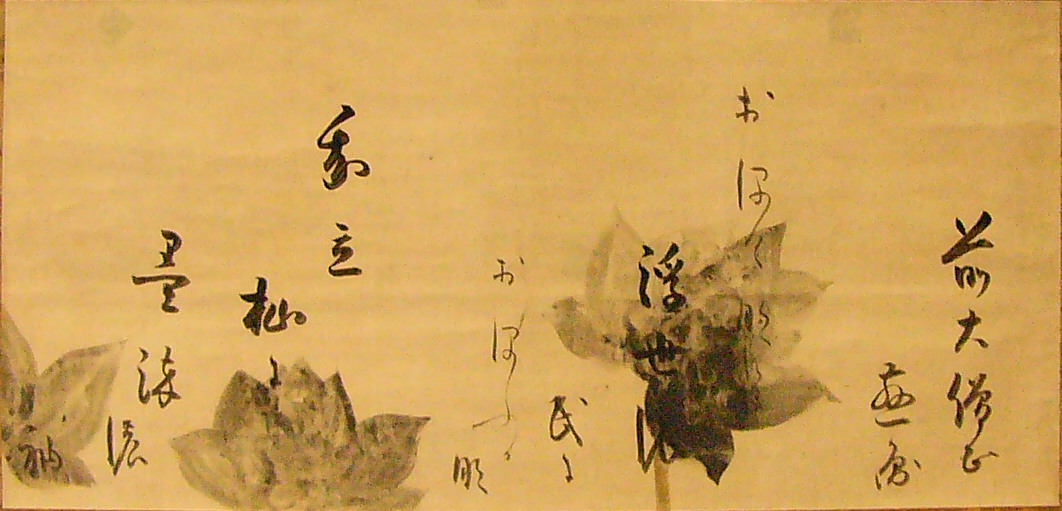
Cal·ligrafia per Kōetsu del sobre paper d'or, i amb pintura de flors de lotus realitzada per Sōtatsu.

Kōetsu va néixer en el si d'una família de pulidors d'espases i coneixedors de l'art de la ferreria que van estar al servei de la cort imperial, específicament sota les ordres dels caps militars Tokugawa Ieyasu i Oda Nobunaga durant el període Sengoku (1467-1603). El seu avi va ser recordat com un dels consellers i companys del shōgun Ashikaga Yoshimasa. El seu pare, Honami Koji (m. 1603), va rebre una recompensa regular del clan Maeda, com a pagament pels seus serveis com a coneixedor d'espases. Kōetsu continuaria la relació de la seva família amb els Maeda i amb el domini d'aquests a la província Kagan a través de les seves prestacions com a expert en espases, pintura i altres objectes d'art. Mitjançant la seva connexió amb els Maeda va entaular amistat amb nombrosos membres de la comunitat artística, com el famós mestre de l'art del te Kobori Enshu.
També desenvoluparia una relació propera amb el teatre Noh, i amb l'escola d'actors Kanze, que al seu torn eren veïns del seu recinte familiar al nord de Kyoto. Possiblement va participar en alguna de les produccions teatrals Nō com a corista, i va dissenyar algunes obres artístiques perquè fossin usades en les presentacions del teatre.

## Desenvolupament artístic
A pesar que va ser entrenat com polidor d'espases (i no com a "forjador d'espases" d'acord amb el sentit comú occidental, a causa que al Japó les tasques de forjar, temperar i afilar són realitzades per diferents artesans), Kōetsu es va convertir en un destacat terrissaire, envernissador, i ceramista a causa del seu interès en la cerimònia del te japonesa, que va ser reviscuda i refinada algunes dècades enrere per Sen no Rikyū. En aquesta activitat artística és considerat com un dels principals alumnes del mestre de l'art del te; Furuta Oribe, i de tal manera de l'estil conegut com a Raku.